# San Alberto (departamento)
San Alberto é um departamento da Argentina, localizado na província de Córdova. Possuía, em 2019, 43.206 habitantes.